# Ręczny miotacz gazu

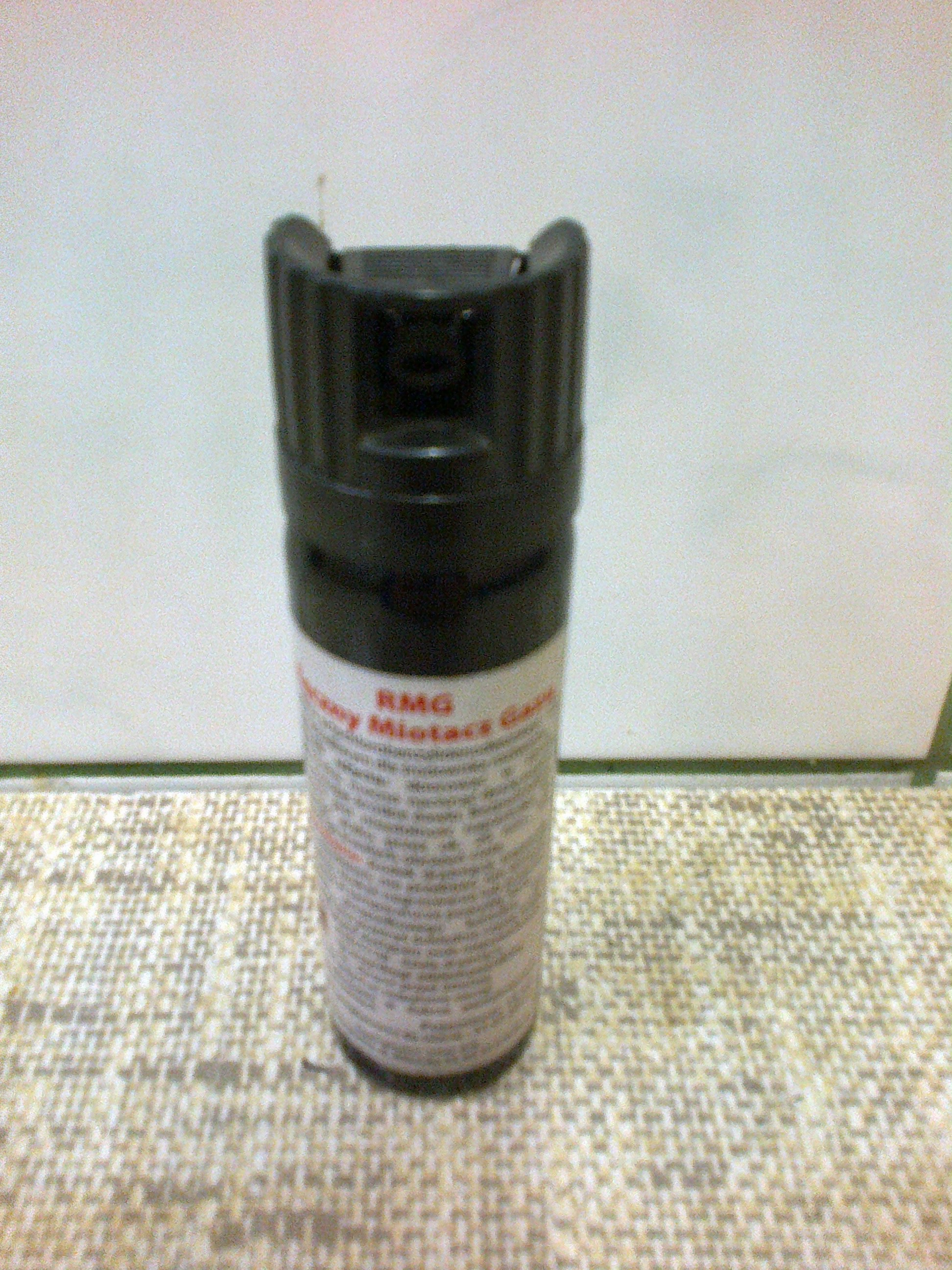
Przykładowy RMG, ogólnodostępny w Polsce

Ręczny miotacz gazu (RMG) jest to urządzenie miotające ciekły roztwór związków o działaniu drażniącym. Wspomniany roztwór może mieć konsystencję ruchliwej cieczy - wówczas rozpylana jest chmura aerozolu, lub może być lepką cieczą - wówczas miotany jest strumień "żelu". Niektóre preparaty zawierają składniki powodujące ich pienienie się po naniesieniu na powierzchnię - wówczas na opakowaniu znajduje się oznaczenie "piana".
Środkami drażniącymi, stosowanymi w większości preparatów dostępnych na rynku są kapsaicynoidy, pochodzące z ekstraktu z papryki - tego rodzaju preparaty są oznaczone skrótem "OC", od "Oleoresin Capsicum". Spotkać można również preparaty zawierające syntetyczny kapsaicynd  - pelargonic acid vanillylamide, oznaczone na opakowaniu skrótem PAVA. Trzecim rodzajem miotaczy dostępnym w Polsce, są miotacze zawierające środek CS, czyli 2-chlorobenzylidenomalononitryl.
Ręczne miotacze gazu są stosowane przez służby porządkowe (np. policję) jako środek przymusu bezpośredniego (ŚPB) do neutralizacji agresywnie zachowujących się podejrzanych. Bezpośredni kontakt z RMG powoduje silne podrażnienie skóry, górnych dróg oddechowych, kaszel, podrażnienie i łzawienie oczu. Efektem zastosowania jest niezdolność napastnika do dalszego ataku przez kilka do kilkunastu minut (w skrajnych przypadkach do kilku godzin). RMG nie powoduje trwałych obrażeń ciała. Może występować także w postaci pistoletu. Ręczne miotacze gazu używane są również do samoobrony przez osoby cywilne. Ustawa o broni i amunicji w art. 11 zwalnia posiadacza ręcznego miotacza gazu od obowiązku uzyskania pozwolenia na broń.